# Argentina na Hopmanově poháru
Argentina soutěžila na Hopmanově poháru celkem čtyřikrát. Nejlepší výkon podali argentinští tenisté v roce 2005, kdy ve finále prohráli se Slovenskem.

## Tenisté
Tabulka uvádí seznam argentinských tenistů, kteří reprezentovali stát na Hopmanově poháru.
| Jméno              | Celkem V/P | Dvouhra V/P | Čtyřhra V/P | Poprvé | Počet startů |
| Guillermo Coria    | 5–1        | 3–1         | 2–0         | 2005   | 1            |
| Gisela Dulková     | 5–7        | 1–6         | 4–1         | 2005   | 2            |
| Javier Frana       | 1–1        | 0–1         | 1–0         | 1995   | 1            |
| Gastón Gaudio      | 3–3        | 1–2         | 2–1         | 2006   | 1            |
| Inés Gorrochategui | 1–1        | 0–1         | 1–0         | 1995   | 1            |
| Paola Suárezová    | 2–4        | 2–1         | 0–3         | 2002   | 1            |
| Mariano Zabaleta   | 0–6        | 0–3         | 0–3         | 2002   | 1            |

- V/P – výhry/prohry

## Výsledky
| Rok    | Fáze soutěže     | Místo konání         | Soupeř     | Výsledek | Stav   |
| ------ | ---------------- | -------------------- | ---------- | -------- | ------ |
| 1995   | První kolo       | Burswood Dome, Perth | Austrálie  | 1–2      | Prohra |
| 2002   | Základní skupina | Burswood Dome, Perth | Španělsko  | 0–3      | Prohra |
| 2002   | Základní skupina | Burswood Dome, Perth | Austrálie  | 1–2      | Prohra |
| 2002   | Základní skupina | Burswood Dome, Perth | Švýcarsko  | 1–2      | Prohra |
| 2005 1 | Základní skupina | Burswood Dome, Perth | Itálie     | 2–1      | Výhra  |
| 2005 1 | Základní skupina | Burswood Dome, Perth | Rusko      | 2–1      | Výhra  |
| 2005 1 | Základní skupina | Burswood Dome, Perth | Německo    | 2–1      | Výhra  |
| 2005 1 | Finále           | Burswood Dome, Perth | Slovensko  | 0–3      | Prohra |
| 2006   | Základní skupina | Burswood Dome, Perth | Nizozemsko | 1–2      | Prohra |
| 2006   | Základní skupina | Burswood Dome, Perth | Německo    | 2–1      | Výhra  |
| 2006   | Základní skupina | Burswood Dome, Perth | Austrálie  | 1–2      | Prohra |

1 V zápase proti německu, německý soupeř Tommy Haas si během mužské dvouhry vykloubil stehenní sval a proto Argentina dostala automaticky dva body za mužskou dvouhru a čtyřhru. Ve finále proti Slovensku Argentina nenastoupila na čtyřhru, kvůli jasné výhře Slovenska z předešlých zápasů.